# Pseudoacanthocereus
Genre
Classification APG II (2003)
Polaskia est un genre de cactus.
Il est originaire de l'État de Minas Gerais au Brésil.

## Liste d'espèces
Selon NCBI (27 mai 2011) :
- Pseudoacanthocereus brasiliensis
- Pseudoacanthocereus sicariguensis